# Casa Martell
(Motto della Casa Martell)
La Casa Martell è una delle otto grandi casate nobiliari, facenti parte del mondo della saga fantasy Cronache del ghiaccio e del fuoco di George R. R. Martin; il loro stemma è una lancia dorata, che trafigge un sole rosso in campo arancione. I membri della famiglia reale sono caratterizzati da occhi e capelli neri o marroni, pelle scura e lineamenti affilati come le rocce desertiche.
Casa Martell è quella che domina il sud-est dei Sette Regni, cioè il Principato di Dorne, dalla capitale di Lancia del Sole (Sunspear nell'edizione originale). Dorne è l'unico dei sette regni a non essere stato conquistato con la forza dai Targaryen, ma è diventato vassallo in seguito ad un'alleanza matrimoniale. Il suo territorio ha un clima molto caldo e comprende varie zone desertiche. La morfologia è quella di un'estesa penisola collegata al continente tramite una catena montuosa caratterizzata da passi facilmente difendibili.
A Dorne, il cognome dato ai bastardi è Sand (Sabbia).

## Storia
La Casa Martell è una delle casate più trascurate nei primi tre libri della saga: solo alcuni personaggi, che entrano a far parte della corte di Approdo del Re, compaiono nella trilogia di apertura. Il principale di questi personaggi è Oberyn Martell, secondogenito della casata. 
Un altro membro della casata spesso citato è la principessa Elia, che era andata in sposa al principe Rhaegar Targaryen e che da lui aveva avuto due figli: una bambina, Rhaenys, e un maschio, Aegon. Sia Elia che i suoi figli furono uccisi durante il saccheggio di Approdo del Re da parte dei Lannister, probabilmente per ordine di lord Tywin stesso; Elia fu stuprata e uccisa da ser Gregor Clegane, che tolse la vita anche al piccolo Aegon, mentre la bambina fu pugnalata a morte da ser Amory Lorch.
Annose lotte di confine caratterizzano i rapporti della casata con i propri confinanti: a nord-est, separati da un ampio golfo, le Terre di Capo Tempesta, dominate dalla Casa Baratheon, ed a nord-ovest i domini della dinastia Tyrell, per il titolo di "Protettore del Sud" conferito a quest'ultima.
Infine a causa degli avvenimenti che hanno rovesciato i Targaryen, i Martell nutrono un odio malcelato per la casata Lannister.
L'anziano capofamiglia è Doran Martell, gottoso e stanco. Il motto della casata, Mai inchinati, mai piegati, mai spezzati è dovuto al vanto di non essere mai stati assoggettati con la forza.
Nell'antichità Dorne era stata fondata dalla mitica regina Nymeria, perciò il titolo di Principe di Dorne viene ereditato in ordine di nascita dai primogeniti dell'ultimo Principe, indipendentemente che essi siano femmina o maschio. Anche in questo Dorne si distingue da tutti gli altri Sette Regni del continente, dove invece i figli maschi hanno la precedenza ereditaria sulle femmine.

## Albero genealogico
|          |          |          |          |          |          |  |  | Lady di Dorne      | Lady di Dorne      | Lady di Dorne      | Lady di Dorne      | Lady di Dorne      | Lady di Dorne      |  |  |      |      |      |      |      |      |  |  |        |        |        |        |        |        |  |  |         |         | Lewyn Martell | Lewyn Martell | Lewyn Martell | Lewyn Martell | Lewyn Martell | Lewyn Martell |                   |                   |                   |                   |                   |                   |  |  |              |              |              |              |              |              |  |  |                        |                        |                        |                        |                        |                        |  |  |              |              |              |              |              |              |  |  |  |  |  |  |
|          |          |          |          |          |          |  |  | Lady di Dorne      | Lady di Dorne      | Lady di Dorne      | Lady di Dorne      | Lady di Dorne      | Lady di Dorne      |  |  |      |      |      |      |      |      |  |  |        |        |        |        |        |        |  |  |         |         | Lewyn Martell | Lewyn Martell | Lewyn Martell | Lewyn Martell | Lewyn Martell | Lewyn Martell |                   |                   |                   |                   |                   |                   |  |  |              |              |              |              |              |              |  |  |                        |                        |                        |                        |                        |                        |  |  |              |              |              |              |              |              |  |  |  |  |  |  |
|          |          |          |          |          |          |  |  |                    |                    |                    |                    |                    |                    |  |  |      |      |      |      |      |      |  |  |        |        |        |        |        |        |  |  |         |         |               |               |               |               |               |               |                   |                   |                   |                   |                   |                   |  |  |              |              |              |              |              |              |  |  |                        |                        |                        |                        |                        |                        |  |  |              |              |              |              |              |              |  |  |  |  |  |  |
|          |          |          |          |          |          |  |  |                    |                    |                    |                    |                    |                    |  |  |      |      |      |      |      |      |  |  |        |        |        |        |        |        |  |  |         |         |               |               |               |               |               |               |                   |                   |                   |                   |                   |                   |  |  |              |              |              |              |              |              |  |  |                        |                        |                        |                        |                        |                        |  |  |              |              |              |              |              |              |  |  |  |  |  |  |
| Doran    | Doran    | Doran    | Doran    | Doran    | Doran    |  |  | Mellario di Norvos | Mellario di Norvos | Mellario di Norvos | Mellario di Norvos | Mellario di Norvos | Mellario di Norvos |  |  | Mors | Mors | Mors | Mors | Mors | Mors |  |  | Olyvar | Olyvar | Olyvar | Olyvar | Olyvar | Olyvar |  |  | Elia    | Elia    | Elia          | Elia          | Elia          | Elia          |               |               | Rhaegar Targaryen | Rhaegar Targaryen | Rhaegar Targaryen | Rhaegar Targaryen | Rhaegar Targaryen | Rhaegar Targaryen |  |  | varie donne  | varie donne  | varie donne  | varie donne  | varie donne  | varie donne  |  |  | Oberyn la Vipera rossa | Oberyn la Vipera rossa | Oberyn la Vipera rossa | Oberyn la Vipera rossa | Oberyn la Vipera rossa | Oberyn la Vipera rossa |  |  | Ellaria Sand | Ellaria Sand | Ellaria Sand | Ellaria Sand | Ellaria Sand | Ellaria Sand |  |  |  |  |  |  |
| Doran    | Doran    | Doran    | Doran    | Doran    | Doran    |  |  | Mellario di Norvos | Mellario di Norvos | Mellario di Norvos | Mellario di Norvos | Mellario di Norvos | Mellario di Norvos |  |  | Mors | Mors | Mors | Mors | Mors | Mors |  |  | Olyvar | Olyvar | Olyvar | Olyvar | Olyvar | Olyvar |  |  | Elia    | Elia    | Elia          | Elia          | Elia          | Elia          |               |               | Rhaegar Targaryen | Rhaegar Targaryen | Rhaegar Targaryen | Rhaegar Targaryen | Rhaegar Targaryen | Rhaegar Targaryen |  |  | varie donne  | varie donne  | varie donne  | varie donne  | varie donne  | varie donne  |  |  | Oberyn la Vipera rossa | Oberyn la Vipera rossa | Oberyn la Vipera rossa | Oberyn la Vipera rossa | Oberyn la Vipera rossa | Oberyn la Vipera rossa |  |  | Ellaria Sand | Ellaria Sand | Ellaria Sand | Ellaria Sand | Ellaria Sand | Ellaria Sand |  |  |  |  |  |  |
|          |          |          |          |          |          |  |  |                    |                    |                    |                    |                    |                    |  |  |      |      |      |      |      |      |  |  |        |        |        |        |        |        |  |  |         |         |               |               |               |               |               |               |                   |                   |                   |                   |                   |                   |  |  |              |              |              |              |              |              |  |  |                        |                        |                        |                        |                        |                        |  |  |              |              |              |              |              |              |  |  |  |  |  |  |
| Arianne  | Arianne  | Arianne  | Arianne  | Arianne  | Arianne  |  |  |                    |                    |                    |                    |                    |                    |  |  |      |      |      |      |      |      |  |  |        |        |        |        |        |        |  |  | Rhaenys | Rhaenys | Rhaenys       | Rhaenys       | Rhaenys       | Rhaenys       |               |               |                   |                   |                   |                   |                   |                   |  |  | Obara Sand   | Obara Sand   | Obara Sand   | Obara Sand   | Obara Sand   | Obara Sand   |  |  |                        |                        |                        |                        |                        |                        |  |  | Elia Sand    | Elia Sand    | Elia Sand    | Elia Sand    | Elia Sand    | Elia Sand    |  |  |  |  |  |  |
| Arianne  | Arianne  | Arianne  | Arianne  | Arianne  | Arianne  |  |  |                    |                    |                    |                    |                    |                    |  |  |      |      |      |      |      |      |  |  |        |        |        |        |        |        |  |  | Rhaenys | Rhaenys | Rhaenys       | Rhaenys       | Rhaenys       | Rhaenys       |               |               |                   |                   |                   |                   |                   |                   |  |  | Obara Sand   | Obara Sand   | Obara Sand   | Obara Sand   | Obara Sand   | Obara Sand   |  |  |                        |                        |                        |                        |                        |                        |  |  | Elia Sand    | Elia Sand    | Elia Sand    | Elia Sand    | Elia Sand    | Elia Sand    |  |  |  |  |  |  |
|          |          |          |          |          |          |  |  |                    |                    |                    |                    |                    |                    |  |  |      |      |      |      |      |      |  |  |        |        |        |        |        |        |  |  |         |         |               |               |               |               |               |               |                   |                   |                   |                   |                   |                   |  |  |              |              |              |              |              |              |  |  |                        |                        |                        |                        |                        |                        |  |  |              |              |              |              |              |              |  |  |  |  |  |  |
| Quentyn  | Quentyn  | Quentyn  | Quentyn  | Quentyn  | Quentyn  |  |  |                    |                    |                    |                    |                    |                    |  |  |      |      |      |      |      |      |  |  |        |        |        |        |        |        |  |  | Aegon   | Aegon   | Aegon         | Aegon         | Aegon         | Aegon         |               |               |                   |                   |                   |                   |                   |                   |  |  | Nymeria Sand | Nymeria Sand | Nymeria Sand | Nymeria Sand | Nymeria Sand | Nymeria Sand |  |  |                        |                        |                        |                        |                        |                        |  |  | Obella Sand  | Obella Sand  | Obella Sand  | Obella Sand  | Obella Sand  | Obella Sand  |  |  |  |  |  |  |
| Quentyn  | Quentyn  | Quentyn  | Quentyn  | Quentyn  | Quentyn  |  |  |                    |                    |                    |                    |                    |                    |  |  |      |      |      |      |      |      |  |  |        |        |        |        |        |        |  |  | Aegon   | Aegon   | Aegon         | Aegon         | Aegon         | Aegon         |               |               |                   |                   |                   |                   |                   |                   |  |  | Nymeria Sand | Nymeria Sand | Nymeria Sand | Nymeria Sand | Nymeria Sand | Nymeria Sand |  |  |                        |                        |                        |                        |                        |                        |  |  | Obella Sand  | Obella Sand  | Obella Sand  | Obella Sand  | Obella Sand  | Obella Sand  |  |  |  |  |  |  |
|          |          |          |          |          |          |  |  |                    |                    |                    |                    |                    |                    |  |  |      |      |      |      |      |      |  |  |        |        |        |        |        |        |  |  |         |         |               |               |               |               |               |               |                   |                   |                   |                   |                   |                   |  |  |              |              |              |              |              |              |  |  |                        |                        |                        |                        |                        |                        |  |  |              |              |              |              |              |              |  |  |  |  |  |  |
| Trystane | Trystane | Trystane | Trystane | Trystane | Trystane |  |  |                    |                    |                    |                    |                    |                    |  |  |      |      |      |      |      |      |  |  |        |        |        |        |        |        |  |  |         |         |               |               |               |               |               |               |                   |                   |                   |                   |                   |                   |  |  | Tyene Sand   | Tyene Sand   | Tyene Sand   | Tyene Sand   | Tyene Sand   | Tyene Sand   |  |  |                        |                        |                        |                        |                        |                        |  |  | Dorea Sand   | Dorea Sand   | Dorea Sand   | Dorea Sand   | Dorea Sand   | Dorea Sand   |  |  |  |  |  |  |
| Trystane | Trystane | Trystane | Trystane | Trystane | Trystane |  |  |                    |                    |                    |                    |                    |                    |  |  |      |      |      |      |      |      |  |  |        |        |        |        |        |        |  |  |         |         |               |               |               |               |               |               |                   |                   |                   |                   |                   |                   |  |  | Tyene Sand   | Tyene Sand   | Tyene Sand   | Tyene Sand   | Tyene Sand   | Tyene Sand   |  |  |                        |                        |                        |                        |                        |                        |  |  | Dorea Sand   | Dorea Sand   | Dorea Sand   | Dorea Sand   | Dorea Sand   | Dorea Sand   |  |  |  |  |  |  |
|          |          |          |          |          |          |  |  |                    |                    |                    |                    |                    |                    |  |  |      |      |      |      |      |      |  |  |        |        |        |        |        |        |  |  |         |         |               |               |               |               |               |               |                   |                   |                   |                   |                   |                   |  |  |              |              |              |              |              |              |  |  |                        |                        |                        |                        |                        |                        |  |  |              |              |              |              |              |              |  |  |  |  |  |  |
|          |          |          |          |          |          |  |  |                    |                    |                    |                    |                    |                    |  |  |      |      |      |      |      |      |  |  |        |        |        |        |        |        |  |  |         |         |               |               |               |               |               |               |                   |                   |                   |                   |                   |                   |  |  | Sarella Sand | Sarella Sand | Sarella Sand | Sarella Sand | Sarella Sand | Sarella Sand |  |  |                        |                        |                        |                        |                        |                        |  |  | Loreza Sand  | Loreza Sand  | Loreza Sand  | Loreza Sand  | Loreza Sand  | Loreza Sand  |  |  |  |  |  |  |
|          |          |          |          |          |          |  |  |                    |                    |                    |                    |                    |                    |  |  |      |      |      |      |      |      |  |  |        |        |        |        |        |        |  |  |         |         |               |               |               |               |               |               |                   |                   |                   |                   |                   |                   |  |  | Sarella Sand | Sarella Sand | Sarella Sand | Sarella Sand | Sarella Sand | Sarella Sand |  |  |                        |                        |                        |                        |                        |                        |  |  | Loreza Sand  | Loreza Sand  | Loreza Sand  | Loreza Sand  | Loreza Sand  | Loreza Sand  |  |  |  |  |  |  |

## Membri della casata

### Doran Martell
Doran Martell è il principe di Dorne. Allo scoppio della Guerra dei Cinque Re decise di rimanere neutrale, pur provando dell'odio contro la Casa Lannister, ma, in seguito alla promessa di nozze fra suo figlio Trystane e Myrcella Baratheon, dichiarò il suo sostegno a re Joffrey. Doran è un principe molto saggio e prudente; persegue la sua politica in modo molto abile e nascosto, inoltre non si fa problemi a far arrestare la sua figlia maggiore ed erede, Arianne, e anche le figlie illegittime di suo fratello (le Serpi delle Sabbie), quando queste rischiano di mettere a repentaglio i suoi piani di vendetta contro i Lannister. È magro di corporatura e la sua salute è piuttosto precaria, minata da una terribile gotta, che ha colpito le mani e soprattutto le gambe, tanto da costringerlo tutto il giorno su una sorta di sedia a rotelle. È per questo motivo che preferisce risiedere più spesso ai Giardini dell'Acqua anziché nella capitale, dato il clima meno impietoso e l'ambiente più pacifico di questi luoghi. Dopo la morte del fratello Oberyn e gli eventi che vedono la prigionia della figlia e delle nipoti, le libera dopo aver inviato il figlio Quentyn presso Daenerys Targaryen e per ottenerne l'alleanza. Inoltre comunica i suoi piani alla figlia e alle nipoti, a cui assegna missioni, alcune delle quali in incognito, presso Approdo del Re, meditando in questo modo di conoscere gli accadimenti nella capitale.
Nella serie televisiva Il Trono di Spade, tratta dai romanzi, il personaggio è interpretato da Alexander Siddig e in italiano è doppiato da Simone D'Andrea.

### Arianne Martell
Figlia maggiore di Doran Martell e Mellario, Arianne è l'erede di Lancia del Sole e del principato di Dorne, in base alla Legge Rhoynar, che prevede che la successione sia attribuita al figlio più anziano, indipendentemente dal sesso; è bellissima, dalla carnagione olivastra, grandi occhi scuri e una cascata di folti riccioli neri; come sua madre, è minuta ma formosa. Nonostante la sua bellezza e il suo alto lignaggio, Arianne non è ancora sposata all'età di 23 anni. È intelligente, coraggiosa e di temperamento fiero. Quando desidera una cosa, combatte per ottenerla a ogni costo. Ha un codazzo di corteggiatori e confidenti che l'accompagnano, tra cui Sylva Santagar e ser Gerold Dayne. È anche molto legata alle sue cugine, le Vipere della Sabbia, specialmente a Tyene Sand.
Arianne appare come personaggio narrante ne Il banchetto dei corvi. Da lungo tempo è insoddisfatta del padre e della sua politica nel governo del principato, che considera debole e incerta. Nella sua qualità di erede di Lancia del Sole, le è stato permesso di governare Dorne mentre suo padre era assente ai Giardini d'Acqua, anche se il vero potere era di fatto nelle mani di Oberyn, fino alla sua morte per mano di ser Gregor Clegane.
Nonostante sostenga di avere perso la verginità ad opera del Bastardo di Grazia degli Dei, Arianne si aspettava un matrimonio degno del suo rango di erede presuntiva di Lancia del Sole. Invece, Doran prende pubblicamente in considerazione richieste da vari anziani lord come Walder Frey (che Arianne disprezza) e proibisce il suo fidanzamento con signori più giovani o di più alto lignaggio, come Edmure Tully e Willas Tyrell. I progetti di matrimonio apparentemente modesti che Doran coltiva per lei, la disinformazione diffusa da quest'ultimo sul luogo in cui si trova Quentyn e una strana lettera in cui Doran ha scritto che Quentyn sarà il suo successore nel governo di Dorne, hanno portato Arianne alla conclusione che suo padre intenda pretermetterla nella successione.
La morte di Oberyn ad Approdo del Re spinge Arianne a prendere in mano la situazione, visto che suo padre sembra non volerlo fare. Arianne ha l'idea di incoronare regina Myrcella Baratheon (la secondogenita di Casa Baratheon) in base alle leggi di Dorne a seguito della morte di Joffrey Baratheon, sapendo che ciò causerà una guerra di successione. Seduce ser Arys Oakheart, cavaliere della Guardia reale e scudiero di Myrcella, convincendolo ad aiutarla e spalleggiarla con la promessa che una volta che Myrcella sarà incoronata regina, permetterà loro di sposarsi. Il piano fallisce: Arys resta ucciso e Myrcella sfregiata.
Arianne è allora imprigionata dal padre in una confortevole cella in una torre. Essendo privata di ogni contatto con il mondo esterno e assistita da servitori che hanno il divieto di parlarle, comincia uno sciopero della fame. Indebolita nel corpo e nello spirito, è condotta al cospetto del padre e gli rivela che crede che lui voglia escluderla dalla successione. Dopo averla ascoltata, il padre le rivela di non avere mai preso in considerazione per lei serie proposte di matrimonio, perché ha pianificato in segreto che sposi Viserys Targaryen, il pretendente Targaryen al Trono, nell'ambito di un più ampio progetto di vendetta ai danni di Casa Lannister.
Doran lascia intendere che per tutto questo tempo le armate dorniane e lui stesso abbiano aspettato l'arrivo di Viserys e Daenerys per iniziare la conquista dei Sette Regni. In seguito alla morte del fratello minore di Rhaegar, i suoi propositi matrimoniali sono sfumati ma Doran promette sempre ad Arianne vendetta e un matrimonio vantaggioso che le permetterebbe di diventare regina, non soltanto di Dorne, ma del continente intero. 
Dopo questo lungo colloquio, la principessa si mostra più saggia e sicura nelle sue decisioni e per la prima volta difende il padre davanti alle amate cugine.
Il giovane Aegon, appena sbarcato sulle coste dei Sette Regni, spera di poter sposare la giovane, conquistando così le temibili armate dorniane e una bellissima regina.

### Quentyn Martell
Secondogenito di Doran Martell e Mellario, in giovanissima età è stato inviato a servire presso lord Yronwood come suo paggio e coppiere. Ha voluto ricevere il cavalierato dal lord stesso, rifiutando l'offerta dello zio Oberyn Martell. Suo padre lo manda in incognito al di là del Mare Stretto, alla ricerca di Daenerys Targaryen, nella speranza di farli sposare, secondo un antico patto matrimoniale tra le due casate. Quentyn, dopo una serie di numerose avventure e dopo essersi finto mercenario, la raggiunge nella Baia degli Schiavisti. Ser Quentyn Martell però viene rifiutato da Daenerys come marito, avendo già in programma un matrimonio con un importante signore Meerenese, la quale perlomeno accetta l'alleanza con Dorne. Quentyn, scoraggiato per non essere riuscito nella sua missione, tenta almeno di riuscire a dominare uno dei draghi della regina (fidando in una presunta discendenza da progenitori valiriani, dominatori di draghi), ma viene irrimediabilmente ustionato e muore dopo pochi giorni. Allo stato attuale delle cose, il signore di Lancia del Sole non sa nulla della dipartita del figlio e ser Barristan Selmy, comprensibilmente, non sembra avere fretta di mandare un messaggero o un corvo.

### Trystane Martell
Trystane Martell è il più giovane figlio di Doran Martell e della moglie Mellario. Ha la pelle olivastra e capelli neri e lisci.
Tyrion Lannister, Primo Cavaliere per conto di suo padre lord Tywin, stipula un patto per evitare che le forze dorniane supportino i nemici dei Lannister e manda a Dorne Myrcella Baratheon come futura sposa del piccolo principe. Trystane e Myrcella si piacciono molto e giocano regolarmente a Cyvasse (gli scacchi del mondo di Westeros). Myrcella vince spesso, ma ser Arys Oakheart nota che il ragazzino non se la prende.
Nella serie televisiva Il Trono di Spade, tratta dai romanzi, il personaggio è interpretato da Toby Sebastian e in italiano è doppiato da Furio Pergolani.

### Oberyn Martell
Soprannominato la Vipera Rossa di Dorne, Oberyn è il fratello minore del principe Doran Martell e di Elia Martell. L'uomo più amato, rispettato e temuto di Dorne, è famoso per le sue abilità in combattimento e per il suo temperamento focoso. Dal volto scavato e severo, il naso appuntito, con sopracciglia arcuate, e occhi e capelli neri, i suoi lineamenti sono tipici dei "Dorniani di Sale" discendenti di Rhoyne, l'antico regno di Nymeria. Si racconta che sia solito usare armi avvelenate e che sia attratto dalla magia nera. Oberyn ha un carattere energico e spietato ed è stato odiato per anni da Casa Tyrell perché durante un torneo aveva ferito e irrimediabilmente storpiato una gamba del loro erede Willas, sebbene questi, curiosamente, sia l'unico di tutti i Tyrell a non avercela con lui per questa ragione. È padre di otto figlie bastarde, dette "le Serpi delle Sabbie", quattro delle quali avute con la sua concubina Ellaria Sand. 
Oberyn si è guadagnato il suo soprannome dopo un duello con lord Yronwood, deceduto in seguito alle complicazioni di una ferita da taglio causata dalla spada di Oberyn, che si sospetta fosse intrisa di un veleno letale. Studiò alla Cittadella, dove forgiò sei anelli della catena di Maestro; fu soldato nelle Terre Contese al di là del mare Stretto, cavalcando per un periodo nei ranghi dei Secondi Figli, una delle più celebri compagnie di ventura di quelle regioni, prima di formarne una propria; si vocifera anche che abbia avuto amanti sparsi per tutto il mondo conosciuto, sia donne che uomini.
Ha partecipato a molti tornei e battaglie e nutrito per diciassette anni un odio profondo per ser Gregor Clegane, "la Montagna che cavalca", l'assassino della sua amata sorella Elia e dei suoi nipoti, anche se si vocifera che l'uccisione avvenne per ordine di Tywin Lannister. Determinato a vendicare la sorella e a convincere suo fratello Doran a prendere le armi contro il Trono di Spade, fu ostacolato da Jon Arryn, nuovo Primo cavaliere, che riportò a Lancia del Sole il cadavere di Lewyn Martell, cavaliere della Guardia reale di re Aerys Targaryen, convincendo Doran a non scendere in guerra.
Durante il processo per regicidio a Tyrion Lannister, Oberyn viene nominato giudice della pubblica accusa, ma all'appello per singolar tenzone si offre come campione del Folletto per avere l'opportunità di affrontare in un duello all'ultimo sangue proprio Gregor Clegane, scelto come campione del regno dalla regina Cersei. Nonostante la sua netta superiorità in combattimento, la Vipera viene sconfitta e crudelmente uccisa.
Nella serie televisiva Il Trono di Spade, tratta dai romanzi, il personaggio è interpretato da Pedro Pascal e in italiano è doppiato da Fabio Boccanera.

### Manfrey Martell
Cugino del principe Doran, Manfrey è il castellano di Lancia del Sole. È sposato, ma l'identità della moglie non viene menzionata, ed è altrettanto ignoto se abbia dei figli.
Quando, durante gli eventi de Il banchetto dei corvi, Doran si ritira presso i Giardini dell'Acqua ed Oberyn prende momentaneamente il suo posto, Manfrey viene convocato a Lancia del Sole, dove contribuisce al governo della suddetta insieme a Maestro Myles, Ricasso il siniscalco e il tesoriere, ser Alyse Ladybright. Dopo il fallito tentativo di colpo di stato da parte di Arianne, è Manfrey a tenerla in custodia presso Lancia del Sole. La informa del fatto che i suoi complici sono nelle mani di ser Ghaston Grey, mentre lui la scorta presso la sua cella sfarzosa nella Torre della Lancia.
Durante gli eventi de The Winds of Winter (ancora inedito), Manfrey accoglie sua nipote, Obella Sand, a Lancia del Sole, nelle vesti di coppiera di sua moglie.

## Bastardi
Gli unici bastardi della Casa Martell conosciuti, sono le otto figlie di Oberyn Martell, dette "Serpi delle Sabbie", nome dovuto al celebre soprannome di Oberyn, "Vipera Rossa" e al cognome "Sand" che caratterizza i bastardi di Dorne. Le quattro maggiori sono figlie di donne diverse, incontrate da Oberyn nel corso della sua vita, mentre le quattro minori sono tutte figlie di Ellaria Sand, la sua concubina. Tutte e otto sono state addestrate all'uso delle armi, al fine di renderle letali quanto il loro padre, anche se le più giovani sono tuttora ancora in addestramento. Secondo Areo Hotah, tutte le Serpi delle Sabbie hanno gli stessi occhi minacciosi del padre, nonostante il colore diverso.

### Obara Sand
Bastarda primogenita di Oberyn, avuta con una prostituta di Vecchia Città, Obara è la più anziana delle Serpi delle Sabbie, ovvero delle otto figlie bastarde di Oberyn. Obara presenta un temperamento impetuoso, ostinato e impulsivo, ed è costantemente pervasa da una certa irrequietudine. È di natura spiccatamente marziale, esperta nella lotta e nell'uso delle armi, in particolare della lancia, che è solita portare con sé insieme a una frusta. Obara ha ventotto anni all'inizio della saga, e viene descritta fisicamente come una ragazza non propriamente bella, dalle ossa grandi e lunghe, occhi neri e capelli castani. Presenta un aspetto mascolino, quasi sgraziato.
Quando il padre apprese della sua esistenza e andò a cercarla, la madre inizialmente rifiutò di lasciargliela portare con sé. Lui gettò una lancia ai piedi della donna e la schiaffeggiò, poi chiese a Obara quale arma scegliere, la lancia o le lacrime. Obara scelse l'arma. La donna cadde in depressione e morì un anno dopo per le conseguenze dell'alcolismo che l'affliggeva.
Ne Il banchetto dei corvi, Obara incontra il principe Doran Martell ai Giardini dell'Acqua, chiedendo vendetta per la morte del padre. L'uomo risponde di doverci pensare, e dopo diverse visite da parte delle sue altre sorelle, il principe la fa imprigionare insieme alle altre minori, per prevenire eventuali azioni avventate da parte loro. La sua proposta a Doran è quella di scendere in guerra: chiede infatti che a lei venga assegnato uno dei due eserciti di Dorne per attaccare e saccheggiare Vecchia Città.
In Una danza con i draghi, viene liberata dalla sua prigione insieme alle sorelle per assistere al momento in cui ser Balon Swann della Guardia Reale consegna a Doran il teschio appartenuto a Gregor Clegane. Al termine dell'incontro Obara giura sulla tomba di suo padre di servire lealmente Doran e viene mandata dallo zio a scortare ser Balon al castello di Alto Eremo, nella missione di cattura di ser Gerold Dayne Stella Nera, accusato di aver aggredito Myrcella Baratheon.
Nella serie televisiva Il Trono di Spade, tratta dai romanzi, il personaggio è interpretato da Keisha Castle-Hughes e in italiano è doppiata da Gemma Donati.

### Nymeria Sand
Bastarda secondogenita di Oberyn, avuta con una nobildonna sconosciuta di Volantis, è la seconda Serpe delle Sabbie. Nymeria è di indole decisa, ma più razionale di Obara, è elegante e raffinata nei modi, nonché dotata di una certa sensualità. Nymeria ha venticinque anni all'inizio della saga: è una ragazza slanciata, con i capelli lisci e neri raccolti in una lunga treccia; ha gli occhi scuri, gli zigomi alti, le labbra piene e la pelle olivastra.
Si reca dal principe Doran dopo la sorella maggiore Obara, anche lei chiedendo vendetta per il padre e viene preventivamente arrestata. La sua proposta per Doran è l'omicidio: accompagnata da Tyene, prenderebbe le vite di lord Tywin Lannister per quella di suo padre, dei gemelli Lannister e del piccolo re Tommen Baratheon, in quanto nato dall'incesto tra Cersei e Jaime.
In Una danza con i draghi viene liberata dalla prigione insieme alle sue sorelle per assistere al momento in cui ser Balon Swann della Guardia Reale consegna a Doran il teschio di Gregor Clegane. Al termine dell'incontro giura sulla tomba di suo padre di servire lealmente Doran. Viene inviata ad Approdo del Re per scortare Myrcella Baratheon e suo cugino Trystane e per prendere il posto che era stato di Oberyn nel Concilio ristretto del Re.
Nella serie televisiva Il Trono di Spade, tratta dai romanzi, il personaggio è interpretato da Jessica Henwick e in italiano è doppiata da Gaia Bolognesi.

### Tyene Sand
Bastarda terzogenita di Oberyn, avuta con una septa, Tyene è la terza Serpe delle Sabbie. È la più subdola delle otto sorelle: apparentemente dolce e ingenua, Tyene è un'abile manipolatrice e possiede una vasta conoscenza di erbe e veleni. Tyene ha ventitré anni all'inizio della saga e ha connotati fisici molto diversi rispetto a quelli tipici dorniani: ha i capelli biondi, gli occhi azzurri e la carnagione chiara.
Ne Il banchetto dei corvi, si incontra con il principe Doran, per chiedere vendetta in nome del padre assassinato. Dopo che il principe Doran promette di pensare alla sua richiesta, Tyene chiede la sua benedizione: dopo averle posato, con riluttanza, una mano sul capo in segno della suddetta benedizione, Maestro Caleotte si affretta a cercare graffi o punture sul palmo della mano del principe, a causa del timore che Tyene abbia cosparso la sua mano di veleno per farlo ammalare o morire. Tyene infatti è molto amica dell'erede Arianne e preme affinché ella ascenda al trono di Dorne. Poco tempo dopo, il principe Doran fa arrestare anche lei. La sua proposta a Doran è quella di guerra alla maniera dei dorniani: ribellarsi, incoronando Myrcella Baratheon, e attendere che gli eserciti nemici calino su Dorne affrontando l'esercito di Lancia del Sole e il caldo della regione.
In Una danza con i draghi viene liberata insieme alle sue sorelle per assistere al momento in cui ser Balon Swann consegna a Doran il teschio di Gregor Clegane. Al termine dell'incontro giura sulla tomba di suo padre di servire lealmente Doran. Viene inviata ad Approdo del Re per scortare la principessa Myrcella e suo cugino Trystane e per avvicinare l'Alto Septon e garantire una nuova fonte di informazioni alla sua famiglia.
Nella serie televisiva Il Trono di Spade, tratta dai romanzi, il personaggio è interpretato da Rosabell Laurenti Sellers e in italiano è doppiata da Joy Saltarelli. Nella serie televisiva il personaggio ha capelli, pelle e occhi scuri, a differenza del libro, dove il suo aspetto fisico la distingue nettamente dalle sue sorellastre. Inoltre, nella serie televisiva, Tyene è figlia di Ellaria Sand.

### Sarella Sand
Bastarda quartogenita di Oberyn, avuta con una mercante proveniente dalle Isole dell'Estate, Sarella è la più giovane delle Serpi delle Sabbie. Sarella è una ragazza dalla curiosità insaziabile, molto avventurosa. Per un certo periodo ha persino capitanato una nave, "Bacio di Piuma". Sarella ha diciannove anni all'inizio della saga, e viene descritta come una bella ragazza snella, dalla carnagione scura, riccioluti capelli neri e occhi neri.
Ne Il banchetto dei corvi, quando Doran Martell ordina ad Areo Hotah di imprigionare le Serpi delle Sabbie, Sarella non è a Dorne. Doran dice di pregare perché almeno Sarella abbia più buon senso delle sue sorelle, perciò dice ad Areo di "lasciarla al suo gioco".

### Elia Sand
Bastarda primogenita di Oberyn e Ellaria Sand, Elia è la quinta delle Serpi delle Sabbie, e prende il suo nome dalla sua defunta zia, che il padre amava molto. Elia adora andare a cavallo e ha scelto la lancia come arma, alla quale si sta addestrando. È una fanciulla di quattordici anni, ha capelli neri legati da una treccia e lo stesso sguardo minaccioso del padre.
Durante gli eventi de Il banchetto dei corvi, dopo la morte di Oberyn, Elia e le sue sorelle più piccole vengono scortate ai Giardini dell'Acqua, dove vengono soprannominante "il terrore degli stagni".
In The Winds of Winter (ancora inedito), Elia si unisce a sua cugina Arianne per incontrare Jon Connington.

### Obella Sand
Bastarda secondogenita di Oberyn e Ellaria Sand, Obella è la sesta delle Serpi delle Sabbie. Obella è approssimativamente una preadolescente.
Durante gli eventi de Il banchetto dei corvi, dopo la morte di Oberyn, Obella e le sue sorelle più piccole vengono scortate ai Giardini dell'Acqua, dove vengono soprannominante "il terrore degli stagni".
In The Winds of Winter (ancora inedito), Obella viene inviata a Lancia del Sole per servire come coppiera la moglie del castellano Manfrey Martell, cugino del principe Doran.

### Dorea Sand
Bastarda terzogenita di Oberyn e Ellaria Sand, Dorea è la settima delle Serpi delle Sabbie. È una bambina, solita a brandire una mazza ferrata.
Durante gli eventi de Il banchetto dei corvi, dopo la morte di Oberyn, Obella e le sue sorelle più piccole vengono scortate ai Giardini dell'Acqua, dove Dorea passa il tempo a colpire le arance sugli alberi con la sua mazza ferrata.
In The Winds of Winter (ancora inedito), Dorea rimane presso i Giardini dell'Acqua, mentre sua madre si dirige a Hellholt, per far visita a suo padre, ser Harmen Huller.

### Loreza Sand
Bastarda quartogenita di Oberyn e Ellaria Sand, Loreza è l'ottava delle Serpi delle Sabbie. È una bambina di sei anni.
In The Winds of Winter (ancora inedito), Loreza ha appena compiuto sette anni e si sta dirigendo insieme a sua madre a Hellholt, per far visita a suo nonno, ser Harmen Huller.

## Membri acquisiti

### Mellario di Norvos
Consorte del principe Doran, originaria della città libera di Norvos. In viaggio nella città libera di Volantis, Doran la conobbe e se ne innamorò. Areo Hotah, capitano delle guardie di Lancia del Sole, l'accompagnò dalla sua città natale come fedele guardia del corpo. Rimase contrariata quando Doran inviò Quentyn a Yronwood per farlo crescere lì dal lord di Yronwood. Non abituata all'uso straniero di affidare i figli nobili alle Case degli alleati, considerò la cosa come una "vendita di carne" e ciò causò una frattura fra Mellario e suo marito, tanto da farla ritornare dalla sua famiglia nella città di Norvos. In seguito il principe Doran avrebbe voluto affidare a un alleato del popolo Tyroshi anche Arianne, ma non lo fece per la minaccia della moglie di farsi volontariamente del male se avesse osato.

### Ellaria Sand
Figlia bastarda del nobile ser Harmen Uller, Ellaria Sand è stata la compagna del principe Oberyn. È considerata adorabile, dai modi affascinanti, e viene presentata da Oberyn come sessualmente curiosa e bisessuale, come lui del resto. Ellaria viene descritta come una donna di un certo fascino, pur non essendo esattamente bella, dalla folta capigliatura nera e profondi occhi scuri. Caratterialmente è una persona di indole gentile e di buon cuore; Areo Hotah la considera una brava donna. Dalla sua unione con Oberyn nascono quattro figlie: Elia, Obella, Dorea e Loreza. Essendo stata amante della Vipera Rossa, Ellaria è guardata con astio, al pari del principe, dai Tyrell; addirittura, durante la permanenza ad Approdo del Re per le nozze di Joffrey Baratheon, Olenna Tyrell la apostrofa in malo modo, chiamandola "la baldracca del serpente".
Dopo la morte di Oberyn, lei e le quattro figlie vengono prese in custodia da Doran Martell e mandate ai Giardini dell'Acqua, dove Obella ed Elia divengono i terrori degli Stagni (pozze d'acqua dove i bambini di Dorne sono soliti giocare), mentre Dorea si diverte a tagliare le arance dagli alberi con la sua ascia. Ellaria è poi presente al banchetto dove Balon Swann consegna la testa di Gregor Clegane al principe Doran e rimane sconvolta quando le figlie maggiori di Oberyn si dimostrano ancora desiderose di vendicarsi dei Lannister, nonostante tutti i responsabili delle morti all'interno della Casa Martell, siano ormai deceduti a loro volta.
Nella serie televisiva Il Trono di Spade, tratta dai romanzi, il personaggio è interpretato da Indira Varma e in italiano è doppiata da Francesca Manicone. A differenza della sua controparte cartacea, l'Ellaria Sand televisiva è una donna irragionevole, vendicativa e belligerante. Infatti è lei quella che, dopo la morte di Oberyn, desidera vendicarne la morte ad ogni costo, nonostante il divieto di Doran. Dopo un fallito tentativo di assassinare Myrcella come rappresaglia, Ellaria riesce nel tentativo avvelenandola con un veleno passatole con un bacio, il Lungo Addio. Mentre le Serpi delle Sabbie Obara e Nymeria uccidono Tristane Martell, lei e la figlia Tyene uccidono Doran e prendono il controllo di Dorne con un colpo di stato per poi allearsi con Daenerys Targaryen, accompagnata da Tyrion Lannister, ora il suo Primo Cavaliere, con cui Ellaria non si risparmia più di un litigio fino a che la madre dei draghi non deve rammentarle di mostrare più rispetto. Ellaria e le Serpi quindi si imbarcano sulla flotta di Ferro comandata da Yara Greyjoy, con cui Ellaria sembra sviluppare una notevole intesa che però ha vita breve a causa dell'attacco dalla flotta di Euron Greyjoy che, dopo aver ucciso Obara e Nymeria, cattura Yara, Ellaria e Tyene, portando poi queste ultime ad Approdo del Re come prigioniere. Avendo catturato l'assassina di sua figlia, Cersei ottiene la propria poetica vendetta contro Ellaria: dopo aver incatenato lei e Tyene in una segreta, Cersei avvelena quest'ultima con lo stesso veleno con cui anni prima Ellaria aveva ucciso Myrcella; Ellaria è obbligata ad assistere alla lenta e inesorabile morte della figlia, senza poter abbracciarla o confortarla dato che le catene con cui è legata non le permettono di raggiungerla del tutto. Viene quindi lasciata nella segreta, da cui non è vista più uscire dato che, l'anno dopo, la Fortezza Rossa viene distrutta da Daenerys Targaryen.

## Membri storici della casata
La Casa Martell è tra le più antiche del fronte meridionale di Westeros e regna su Dorne già dall'epoca dell'invasioni degli Andali, dai quali il suo fondatore discende. È l'unica delle case a non fare discriminazioni sessuali riguardo alla linea di successione, che riconosce ambo i sessi in base alla loro anzianità.

### Morgan Martell
Considerato il fondatore della Casa Martell, Morgan era un guerriero Andalo che conquistò alcune terre sulla costa di Dorne.

### Mors Martell
Signore di Lancia del Sole durante l'arrivo del Rhoynar, Mors sposò la regina Nymeria e sottomise gli altri signori di Dorne. Mors morì per mano del re Yorick V Yronwood in battaglia.

### Meria Martell
L'ottuagenaria principessa di Dorne, ai tempi Aegon il Conquistatore, detta il "Rospo Giallo di Dorne". Meria rifiutò di arrendersi e continuò la resistenza contro i Targaryen. Morì nell'anno 13 D.C., durante la guerra tra Dorne e i Targaryen.

### Nymor Martell
Figlio e successore della principessa Meria. Nymor riuscì a firmare la pace con Aegon il Conquistatore e preservare l'indipendenza di Dorne dal Trono di Spade.

### Deria Martell
Figlia del principe Nymor, fu principessa di Dorne durante il regno di Aenys I Targaryen. Fu Deria a portare la proposta di pace ad Aegon il Conquistatore.

### Qoren Martell
Fu principe di Dorne durante il regno di Viserys I Targaryen e la Danza dei Draghi. Si alleò con il Regno dei Tre Figli per evitare che i Targaryen conquistassero le Stepstones e si rifiutò di partecipare alla Danza.

### Aliandra Martell
Figlia ed erede del principe Qoren. Era conosciuta per il suo spirito ardente e avventuroso.

### Maron Martell
Principe di Dorne negli ultimi anni di regno di Aegon IV e nella prima parte del governo di Daeron II Targaryen. Egli siglò definitivamente la pacifica annessione di Dorne ai Sette Regni con re Daeron II Il Buono. Sposò la sorella minore del re, Daenerys nel 187 D.C. e gli diede in moglie sua sorella Mariah: tale contratto matrimoniale permise l'annessione di Dorne ai Sette Regni.

### Mariah Martell
Sorella minore del principe Maron, divenne moglie di Daeron II Il buono, dal quale ebbe quattro figli: Baelor, Aerys, Rhaegel e Maekar.

### Lewyn Martell
Membro del Guardia Reale durante il regno di Aerys II Targaryen, era lo zio del principe Doran Martell. Grande combattente in vita, non rispettò il giuramento di castità prendendosi un'amante, come rivela ne Il banchetto dei corvi sua nipote Arianne ad Arys Oakheart. Durante la Ribellione di Robert guidò i diecimila dorniani del fianco destro dell'esercito di Rhaegar nella Battaglia del Tridente: Ditocorto rivela che durante la battaglia affrontò la carica guidata da ser Lyn Corbray finendo ucciso per mano dello stesso cavaliere della Valle benché si presentasse allo scontro già seriamente ferito.

### Mors Martell
Figlio primogenito di una ignota Principessa di Dorne e fratello maggiore di Doran, Mors muore durante la fanciullezza.

### Olyvar Martell
Figlio secondogenito di una ignota Principessa di Dorne e fratello maggiore di Doran, Olyvar muore durante la fanciullezza.

### Elia Martell
Figlia quartogenita di una ignota Principessa di Dorne. Fu moglie del principe Rhaegar Targaryen e principessa dei Sette Regni. Elia era una donna buona d'animo, garbata e intelligente. Era una donna fisicamente gradevole, seppur di salute fragile, e aveva il tipico aspetto dei Martell: la pelle olivastra, riccioluti capelli castani e occhi marroni.
Quando raggiunse l'età per il matrimonio, sua madre le presentò diversi pretendenti, ma spesso a causa dell'influenza del fratello Oberyn al quale era molto legata, Elia li rifiutò tutti. Sua madre era un'amica intima di Joanna Lannister, e portò Elia e Oberyn a Castel Granito con l'idea di far sposare uno di loro o entrambi con i figli di Joanna e lord Tywin, Cersei e Jaime. Purtroppo Joanna morì nel dare alla luce Tyrion, e lord Tywin non accettò alcun accordo, affermando che Cersei era promessa a Rhaegar. Il re Aerys II dal suo canto, essendo invidioso del successo di Tywin, fece sposare Rhaegar proprio alla principessa Elia e dal loro matrimonio nacquero due figli: Rhaenys e Aegon.
Al torneo di Harrenhal suo marito Rhaegar si innamorò della giovane Lyanna Stark. L'anno seguente il principe la rapì. Questo avvenimento scatenò la ribellione di Robert Baratheon. Quando Rhaegar fu ucciso da Robert nella Battaglia del Tridente, Tywin Lannister si schierò con Robert e i suoi soldati saccheggiarono la capitale Approdo del Re. Su ordine del patriarca Lannister, due suoi vassalli, Gregor Clegane e Amory Lorch, uccisero Elia e i suoi figli, Rhaenys e Aegon.

## Casate fedeli
- Allyrion di Grazia degli Dei è una della maggiori case nobili di Dorne. Il loro blasone è una mano d'oro su uno sfondo a torta rosso e nero.
- Blackmont di Blackmont è una delle maggiori casate nobili di Dorne. Il loro seggio, Blackmont, si trova sulle rive del Torentine tra le Montagne Rosse di Dorne. Il loro stemma è un avvoltoio nero che trattiene un infante rosa nei suoi artigli, su sfondo giallo
- Dalt di Bosco dei Limoni. Il loro seggio, Bosco di Limoni, si trova a sud della foce del Sangue Verde, vicino alla città di Lancia del Sole. Il loro stemma è rappresentato da limoni su campo viola.

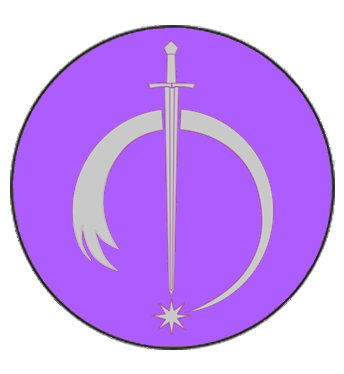
Sigillo di Casa Dayne

- Sigillo di Casa DayneDayne di Stelle al Tramonto è una nobile casata della regione di Dorne. La Spada dell'Alba è un titolo che viene dato a un cavaliere Dayne nel momento in cui lo si considera degno di brandire la grande spada Alba, una lama che, a quanto si dice, è stata forgiata dal cuore di una stella cadente. Il loro stemma è composto infatti da una spada e da una stella cadente su uno sfondo viola. A differenza della maggior parte dei Dorniani dall'aspetto rhoyniano, essi hanno la pelle chiara con i capelli che vanno dal castano scuro al biondo chiaro e spesso hanno occhi viola.
- Fowler di Altocielo è una nobile casata di Dorne. Posseggono il titolo di “Protettore del Passo del Principe”, e ciò sta ad indicare la loro importanza nella regione.
- Gargalen di Costa Salata è una delle maggiori casate nobili di Dorne. Il suo seggio, Costa Salata, si trova lungo il Mare dell'Estate, sulle coste meridionali di Dorne
- Jordayne
- Ladybright
- Manwoody
- Qorgyle
- Santagar di Spottswood è una casata di cavalieri delle terre di Dorne. È una delle casate più importanti fedeli alla Casa Martell di Lancia del Sole. Secondo fonti semiufficiali, il suo stendardo è tagliato di blu e di bianco, con un leopardo rampante e un'ascia
- Toland di Collina Fantasma è una nobile casata di Dorne fedele a Casa Martell di Lancia del Sole. Il suo seggio si trova a Collina Fantasma. Il loro stemma rappresenta un drago verde che si morde la coda su sfondo dorato: il drago è il simbolo del tempo che non ha né inizio né fine
- Uller di Hellholt è una delle maggiori casate nobili di Dorne. Il loro seggio si trova in mezzo al deserto dorniano; gli Uller vengono considerati impulsivi e imprevedibili. Vi è un detto dorniano che afferma “Metà degli Uller sono mezzi pazzi, e l'altra metà è anche peggio.” Il loro stemma raffigura fiamme gialle su sfondo rosso
- Vaith
- Wyl
- Yronwood di  Yronwood è la più potente casata di Dorne dopo Casa Martell. Gli Yronwood sono stati importanti re di Dorne prima dell'arrivo dei Rhoynar; infatti, il capo della casa continua a mantenere il titolo di “il Sangue Reale”. Il Castello di Yronwood è l'ultima fortezza che difende la Strada delle Ossa, da qui il titolo di Protettore della Via della Pietra. Il loro motto  è “Proteggiamo il Passaggio”. mentre Il loro stemma è una grata nera su uno sfondo color sabbia.